# Polycoccum aksoyi
Polycoccum aksoyi is een korstmosparasiet uit het geslacht Polycoccum. Het parasiteert op o.a. het dijkdambordje (Aspicilia cinerea). 

## Verspreiding
Polycoccum aksoyi komt voor in Europa. In Nederland komt het zeer zeldzaam voor.